# リーゲル学習百科事典
リーゲル学習百科事典（リーゲルがくしゅうひゃっかじてん、チェコ語: Riegrův slovník naučný。コバー学習百科事典〈チェコ語: Koberův slovník naučný〉とも呼ばれる）は、チェコで最初の総合百科事典である。1860年から1874年、1890年に刊行された。全12巻（分冊分を個別に数えるなら全14巻）、12,712ページ、約80,000項目を備える。
この百科事典を出版することは、イグニャック・レオポルド・コバーにとって最大級の事業の一つであった。フランティシェク・ラディスラフ・リーゲルとヤクブ・マリーが編集に携わり、のちにリーゲルが一人で編集を担当することなった。
この百科事典の原型となったのは、1854年に刊行された全4巻のKleineres Brockhaus'sches Conversations-Lexikon für den Hausgebrauch（ブロックハウス百科事典）であり、この事典はフランティシェク・パラツキーの著作を参考にしたものであった。パラツキー自身は既にチェコ語の百科事典を作成していたが、この百科事典は未刊行のままであった。
その一方、リーゲル学習百科事典は『明解一般常識事典』（1873年 - 1885年）と『オットー百科事典』（1888年 - 1909年）の成立に大きな影響を与えている。そして、リーゲル学習百科事典の編集者を務めていたヤクブ・マリーはこれら2つの百科事典の編集者でもあった。
リーゲル学習百科事典の編纂は1858年の春から始められ、第1巻が1860年末にKober & Markgrafから出版され、それに続いて1874年までに10巻分が刊行された。1885年から1888年にかけて第2版が出版され、1890年には12巻目（補遺巻）が出版されたが、補遺の内容は完結していない。

## 構成
| 巻数 | 項目                                    | 刊行年 | ページ数 |
| ---- | --------------------------------------- | ------ | -------- |
| 1.   | A - Bžeduchové                          | 1860   | 1028     |
| 2.   | C - Ezzelino                            | 1862   | 562+543  |
| 3.   | F - Chyžice                             | 1863   | 1169     |
| 4.   | I - Lžidimitrij                         | 1865   | 1470     |
| 5.   | M - Ožice                               | 1866   | 1205     |
| 6.   | P - Quousque tandem                     | 1867   | 1171     |
| 7.   | R - Ržew                                | 1868   | 1220     |
| 8.   | S - Szyttler                            | 1870   | 1218     |
| 9.   | Š - Vogt                                | 1872   | 1349     |
| 10.  | W - Žygliňski 補遺 Aaronowicz - Nyström | 1873   | 550+467  |
| 11.  | 補遺 Obach - Ristić                     | 1874   | 680      |
| 12.  | 増補・補遺 A - Gythonové                | 1890   | 824      |